# Lola 3
Az Lola 3 Lola magyar énekesnő harmadik stúdióalbuma.

## Az album dalai
1. Ne szólj!
2. Féktelen éj
3. Ha jó, ha nem
4. Tőled szép
5. Jöjj ha mersz
6. Add fel!
7. Dobog a színpad
8. Hátra arc
9. Adj gázt!
10. Mama
11. Ünnepelj ma velünk!